# Kanton Castelmoron-sur-Lot
Kanton Castelmoron-sur-Lot (francouzsky Canton de Castelmoron-sur-Lot) je francouzský kanton v departementu Lot-et-Garonne v regionu Akvitánie. Tvoří ho sedm obcí.

## Obce kantonu
- Brugnac
- Castelmoron-sur-Lot
- Coulx
- Grateloup-Saint-Gayrand
- Labretonie
- Laparade
- Verteuil-d'Agenais